# Ювалова, Елена Петровна
Еле́на Петро́вна Юва́лова (7 сентября 1937 — 31 декабря 2011) — советский и российский искусствовед-медиевист, кандидат искусствоведения, ведущий научный сотрудник Государственного института искусствознания. Один из авторов Большой советской энциклопедии.

## Биография
Окончила отделение искусствоведения МГУ им. М. В. Ломоносова (1962). Кандидатская диссертация: «Скульптурный ансамбль в западном хоре Наумбургского собора и проблемы высокой готики в немецкой скульптуре» (1972).
Преподавала в Академии живописи, ваяния и зодчества и Православном Свято-Тихоновском университете (профессор кафедры Истории и теории христианского искусства факультета Церковных художеств, курс: Западноевропейское искусство средних веков).

### Избранные труды
- Синтез архитектуры и скульптуры в западном хоре собора в Наумбурге // Искусство Запада: Живопись. Скульптура. Театр. Музыка: сборник статей: [посвящ. памяти Б. Р. Виппера] / АН СССР, Ин-т истории искусств Мин-ва культуры СССР; Редкол.: М. Я. Либман и др. — М.: Наука, 1971. — С. 33—46.
- Готика // БСЭ. — 3-e изд. — Т. 7. — М.: Советская энциклопедия, 1972.
- Статуи наумбургского круга в Мейсенском соборе // Классическое искусство Запада / АН СССР, Ин-т истории искусств Мин-ва культуры СССР; Отв. ред. Н. М. Гершензон-Чегодаева. — М.: Наука, 1973.
- Романский стиль // БСЭ. — 3-e изд. — Т. 22. — М.: Советская энциклопедия, 1975.
- О некоторых интерпретациях ранней и высокой готики в современном искусствознании // Современное искусствознание Запада: О классическом искусстве XIII—XVII вв. / Ред. Чегодаев А. Д. — М.: Наука, 1977. — С. 30—54.
- Королевский портал Шартрского собора // Античность. Средние века. Новое время: Проблемы искусства / Отв. ред. Либман М. Я. — М.: Наука, 1977. — С. 18—33.
- Немецкая скульптура 1200—1270. — М.: Искусство, 1983 (Серия: Из истории мирового искусства). — 352 с.
- Переход от романики к готике во французском искусстве: Характер процесса // Эпохальные рубежи в истории искусства Запада / Под ред.Е. И. Ротенберга. — М.: Гос. ин-т искусствознания, 1996. — С. 47—61.
- Чешская готика эпохи расцвета: 1350—1420. — М.: Наука, 2000. — 375 с. — ISBN 5-02-011339-5
- Сложение готики во Франции. — СПб.: Дмитрий Буланин, 2001. — 303 с. — ISBN 5-86007-156-6
- Гротеск в изобразительном искусстве готики // Из истории классического искусства Запада: Сб. статей по материалам конференции, приуроченной к 80-летию Е. И. Ротенберга. — М.: Эпифания, 2003. — С. 52—73. — ISBN 5-86170-054-0
- Сочетание сакральных образов и знаков с внеконфессиональными мотивами в книге из Дарроу // Культура, эпоха и стиль: Классическое искусство Запада: сб. ст. в честь 70-летия М. И. Свидерской / Гос. ин-т искусствознания. — М.: ГАЛАРТ, 2010. — С. 94—104. — ISBN 978-5-269-01095-3
- Работала над монографией на тему гротеска в средневековом искусстве Запада.